# Emil a detektivové
Emil a detektivové (1928, Emil und die Detektive), je detektivní povídka určená dětem, kterou napsal německý spisovatel Erich Kästner a ilustroval Walter Trier. Jejím pokračováním je kniha Emil a tři dvojčata (1934, Emil und die drei Zwillinge).

## Obsah povídky
Emil Tischbein je chlapec, který žije se svou maminkou v Neustadtu. Tatínka už Emil nemá, ale maminka doma pilně pracuje jako kadeřnice, aby Emil mohl chodit na reálku. Moc peněz proto nemají.
Emil je pozván ke své tetě a babičce do Berlína na prázdniny. Maminka mu dá na cestu 140 marek, aby je odevzdal babičce na přilepšenou. Pro oba jsou to dost velké peníze a Emil si proto obálku s bankovkami přišpendlí k podšívce kabátu, aby ji neztratil. Když však ve vlaku usne, jeho spolucestující, jakýsi pan Grundeis, mu ji ukradne. Emil jej v Berlíně na nádraží naštěstí zahlédne a sleduje ho až k jeho hotelu. Zde se seznámí s chlapcem Gustavem a ten mu pomůže získat pro pátrání celou partu berlínských chlapců. Díky tomu může také Emil poslat zprávu své tetě a babičce, že se neztratil. O tom, jaký byl z toho poplach, když se Emil u tety neobjevil, mu vypráví jeho sestřenice Pony, která nelenila a přijela za Emilem na kole.
Hoch s přezdívkou Profesor skvěle organizuje sledování, ale chlapci dokáží vše vyžvanit, a tak se pronásledování zloděje druhý den zúčastní snad stovka dětí. Ten zpanikaří a chce peníze uložit do banky, ale Emilovi se ho podaří usvědčit z krádeže tím, že v bankovkách jsou objeveny vpichy po špendlíku. Nakonec se zjistí, že zloděj je dlouho hledaný bankovní lupič a Emil obdrží odměnu za dopadení 1000 marek.

## Filmové adaptace
- Emil und die Detektive (1931, Emil a detektivové), německý film, režie Gerhard Lamprecht,
- Emil and the Detectives (1935, Emil a detektivové), britský film, režie Milton Rosmer,
- Toscanito y los detectives (1950), italský film, režie Antonio Momplet,
- Emil and the Detectives (1952, Emil a detektivové), britský televizní seriál,
- Emil und die Detektive (1954, Emil a detektivové), německý film, režie Robert A. Stemmle,
- Emil and the Detectives (1964, Emil a detektivové), americký film, režie Peter Tewksbury,
- Emil und die Detektive (2001, Emil a detektivové), německý film, režie Franziska Buch.

## Česká vydání
- Emil a detektivové, Karel Synek, Praha 1932, přeložila Jarmila Hašková, znovu 1934 a 1937.
- Emil a detektivové, SNDK, Praha 1957, přeložila Jitka Fučíková, znovu 1959 a 1966, Albatros, Praha 1972, Amulet, Praha 1997 a XYZ, Praha 2010.
- Příběhy z dětství i dospělosti, Odeon, Praha 1979, obsahuje mimo jiné i povídku Emil a detektivové v překladu Jitky Fučíkové.
- Emil a detektivové, Emil a tři dvojčata, SNDK, Praha 1968, přeložila Jitka Fučíková, znovu Albatros, Praha 1979, 1985 a 1989.